# Edilia Amorós
Edilia Amorós es una deportista cubana que compitió en judo. Ganó una medalla de bronce en el Campeonato Panamericano de Judo de 2006, en la categoría de –52 kg.

## Palmarés internacional
| Campeonato Panamericano | Campeonato Panamericano  | Campeonato Panamericano | Campeonato Panamericano |
| Año                     | Lugar                    | Medalla                 | Categoría               |
| ----------------------- | ------------------------ | ----------------------- | ----------------------- |
| 2006                    | Buenos Aires (Argentina) | Medalla de bronce       | –52 kg                  |